# يوهان شنايدر
يوهان شنايدر (بالألمانية: Johann Gottlob Theaenus Schneider )‏ (و. 1750 – 1822 م) هو أحيائي، ومعجمي، ولغوي، وأمين مكتبة، وعالم لغوي كلاسيكي، وعالم أسماك، وأستاذ جامعي، وعالم حشرات، من ألمانيا، وكان عضوًا في الأكاديمية البروسية للعلوم، توفي في فروتسواف، عن عمر يناهز 72 عاماً.

## التعليم
تعلم في جامعة غوتينغن.